# Coulomb-törvény
A Coulomb-törvény a fizikában két pontszerű elektromos töltés közti elektromos kölcsönhatásból származó erő nagyságát és irányát adja meg. A törvényt Charles Augustin de Coulomb francia fizikus igazolta kísérleti úton, torziós mérleggel végzett mérések segítségével. A töltött testek között fellépő erőhatást Coulomb-erőnek nevezzük. Két azonos előjelű töltés taszítja, két különböző előjelű töltés vonzza egymást.

## Coulomb-erő vákuumban
Vákuumban két pontszerű elektromos töltés ({\displaystyle Q_{1}} és  {\displaystyle Q_{2}})  között ható erő nagysága egyenesen arányos a két töltés szorzatával és fordítottan arányos a közöttük lévő távolság négyzetével.

### Skaláris alakban
Coulomb megfogalmazásában
{\displaystyle F=k\cdot {\frac {Q_{1}\cdot Q_{2}}{r^{2}}}},
ahol
{\displaystyle F} a két töltés között fellépő erő,
{\displaystyle Q_{1}} és {\displaystyle Q_{2}} a töltések nagysága,
{\displaystyle r} a töltések közti távolság,
{\displaystyle k} a Coulomb-féle arányossági tényező, értéke {\displaystyle k} ≈ 8,988·109 Nm2C-2.
A {\displaystyle k} értékét szokás
{\displaystyle k={\frac {1}{4\pi \cdot \varepsilon _{0}}}}
alakban is felírni. Az itt szereplő  {\displaystyle \varepsilon _{0}} a vákuum permittivitása (dielektromos állandója), értéke {\displaystyle \varepsilon _{0}=8{,}854187817\cdot 10^{-12}\mathrm {\frac {C^{2}}{N\cdot m^{2}}} }.

### Vektoriális alakban
Ha a pontszerű {\displaystyle Q_{1}} töltés a koordináta-rendszer origójában, a {\displaystyle Q_{2}} töltés pedig az {\displaystyle \mathbf {r} } helyvektorral meghatározott pontban található, akkor a {\displaystyle Q_{2}} töltésre ható erővektort az erő nagyságának és az {\displaystyle \mathbf {r} } irányú egységvektornak a szorzataként kapjuk:
{\displaystyle \mathbf {F} =F\cdot \mathbf {e} ={\frac {1}{4\pi \varepsilon _{0}}}\cdot {\frac {Q_{1}Q_{2}}{|\mathbf {r} |^{2}}}\cdot \mathbf {\widehat {r}} ={\frac {1}{4\pi \varepsilon _{0}}}\cdot {\frac {Q_{1}Q_{2}}{|\mathbf {r} |^{2}}}\cdot {\frac {\mathbf {r} }{|\mathbf {r} |}}={\frac {1}{4\pi \varepsilon _{0}}}\cdot {\frac {Q_{1}Q_{2}}{r^{3}}}\cdot \mathbf {r} }.

## Coulomb-erő szigetelő anyagokban (dielektrikumokban)
Ha a két töltés között valamilyen szigetelő anyag (dielektrikum) található, akkor a szigetelőben mérhető {\displaystyle F_{\mathrm {sz} }} erő nagysága a vákuumban mérhető {\displaystyle F_{\mathrm {v} }} erőnél kisebb. A két erő hányadosa az adott szigetelőre jellemző állandó. Ezt a hányadost az adott anyag relatív permittivitásának (relatív dielektromos állandójának) nevezzük. Jele {\displaystyle \varepsilon _{r}}, képlettel:
{\displaystyle \varepsilon _{r}={\frac {F_{\mathrm {v} }}{F_{\mathrm {sz} }}}}.
A fenti képletből és a Coulomb-törvény vákuumra vonatkozó alakjából a szigetelőanyagban fellépő erő nagysága kifejezhető:
{\displaystyle F_{\mathrm {sz} }={\frac {F_{\mathrm {v} }}{\varepsilon _{r}}}={\frac {1}{4\pi \cdot \varepsilon _{r}\cdot \varepsilon _{0}}}\cdot {\frac {Q_{1}\cdot Q_{2}}{r^{2}}}}.
Egy szigetelőanyag relatív permittivitásának és a vákuum permittivitásának szorzatát az adott anyag permittivitásának (dielektromos állandójának) nevezzük, jele {\displaystyle \epsilon }. Képlettel:
{\displaystyle \varepsilon =\varepsilon _{r}\cdot \varepsilon _{0}}.
Ezek alapján a szigetelőanyagban fellépő Coulomb-erő nagysága:
{\displaystyle F_{\mathrm {sz} }={\frac {1}{4\pi \cdot \varepsilon }}\cdot {\frac {Q_{1}\cdot Q_{2}}{r^{2}}}}.